# Didymodon stenocarpus
Didymodon stenocarpus là một loài rêu trong họ Pottiaceae. Loài này được (Bruch & Schimp.) Mitt. mô tả khoa học đầu tiên năm 1859.